# Светляков, Анисим Илларионович
Анисим Илларионович Светляков (17 февраля 1897, с. Казанчи, Уфимская губерния, Российская империя — 13 мая 1977,  Ленинград, СССР) — советский военачальник, генерал-майор (03.06.1944).

## Биография
Родился 17 февраля 1897 года в селе Казанчи, ныне в Бакалинском районе Башкортостана. Русский.

### Военная служба

#### Первая мировая война и революция
В  мае 1916 года мобилизован в армию и зачислен в запасной эскадрон 5-го уланского Литовского короля Виктора Эммануила III полка в городе Симбирск. 23 июня 1917	года окончил там инструкторские учебные пулеметные сборы, был произведен в младшие унтер-офицеры и направлен в полк на фронт. В конце февраля 1918 года демобилизован.

#### Гражданская война
10 августа 1918	года добровольно вступил в РККА в 4-ю Уральскую стрелковую дивизию. Службу проходил в конной разведке 262-го стрелкового полка в должностях командира отделения и помощником командира взвода. В октябре 1919 года полк был переименован в 30-й кавалерийский полк. Воевал с ним на Восточном и Южном фронтах против войск адмирала А. В. Колчака и генерала П. Н. Врангеля. В феврале 1921 года переведен в дивизионную школу командиром гренадерского взвода. В этой должности принимал участие в борьбе с вооруженными формированиями Н. И. Махно.

#### Межвоенные годы
В августе 1923 года был командирован в 5-ю Елисаветградскую кавалерийскую школу, переименованную позже в Украинскую кавалерийскую школу им. С. М. Буденного. Член ВКП(б) с 1923 года. По ее окончании в сентябре 1926 года назначен в 79-й кавалерийский полк 7-й отдельной Туркестанской кавалерийской бригады Туркестанского фронта в городе Сталинабад, где проходил службу помощником командира и командиром эскадрона, командиром взвода полковой школы и врид начальника полковой школы. В апреле — июле 1930 года проходил стажировку в 11-м автобронедивизионе в городе Проскуров, по возвращении вновь командовал эскадроном в 79-м кавалерийском полку в составе 7-й отдельной Туркестанской кавалерийской бригады, затем 20-й горно-кавалерийской дивизии САВО. В декабре 1930 года переведен на ту же должность в 81-й кавалерийский полк в город Термез. С ноября 1931 года по июнь 1932 года проходил переподготовку на кавалерийских КУКС РККА в городе Новочеркасск. После завершения обучения направлен начальником учебного пункта мотомеханизированных частей штаба САВО. В ноябре 1932 года возвратился в 81-й кавалерийский полк и проходил службу начальником полковой школы и помощником командира полка по хозяйственной части, а с октября 1937 года вступил в командование полком. В октябре 1938 года майор  Светляков переведен в СКВО на должность командира 19-го кавалерийского полка 10-й Терско-Ставропольской казачьей дивизии. В апреле 1941 года был назначен заместителем командира 185-й моторизованной дивизии 21-го механизированного корпуса МВО.

#### Великая Отечественная война
В начале  войны в прежней должности. С 24 июня 1941 года дивизия в составе корпуса была переброшена на Северо-Западный фронт и участвовала в приграничном сражении. С 27 июня по 3 июля она вела бои против частей противника в районе города Даугавпилс, затем в составе 27-й армии отходила на рубеж реки Великая. В середине июля дивизия действовала в стыке 27-й и 22-й армий в районе городе Опочка, в дальнейшем отходила в новгородском направлении. С 27 августа полковник  Светляков вступил в командование 5-й стрелковой дивизией 27-й армии. 6 сентября в районе Новгорода он был тяжело контужен, после чего до 20 октября находился на лечении в госпиталях. По выздоровлении его назначили командиром формировавшейся в СКВО 14-й отдельной стрелковой бригады. В середине декабря она была переброшена под Москву в состав Московской зоны обороны, затем с января 1942 года входила в 1-й гвардейский стрелковый корпус Северо-Западного фронта. 4 февраля полковник Светляков «за бездеятельность и нераспорядительность, потерю управления частями в ходе наступления » был снят с должности и отдан под суд. Приговором военного трибунала Северо-Западного фронта от 3 марта 1942 года осужден на 10 лет ИТЛ, с отсрочкой исполнения до окончания военных действий. 
12 марта  принял командование 204-й воздушно-десантной бригадой, находившейся в тылу противника. После выхода из окружения она вошла в подчинение 11-й армии. 27 марта, командуя этой бригадой, в ходе наступления полковник Светляков был ранен и эвакуирован в тыл. До начала июля находился на лечении в военном госпитале, затем был направлен на Северо-Западный фронт. С августа вступил в командование 80-м стрелковым полком 235-й стрелковой дивизии, входившей в состав 53-й армии. Постановлением Военного совета Северо-Западного фронта от 19 ноября 1942 года судимость с него была снята. С декабря  Светляков допущен к исполнению должности заместителя командира 235-й стрелковой дивизии Северо-Западного фронта.  После ранения командира дивизии полковника  Ф. Н. Ромашина,  с 19 января по 10 марта 1943 года временно командовал дивизией.   В апреле 1943 года дивизия находилась в резерве Ставки в составе 27-й армии, затем была переброшена в Степной ВО в район ст. Лебедянь Рязанской области. С 9 июля ее части принимали участие в Курской битве, в Белгородско-Харьковской наступательной операции. В сентябре она вошла в 20-й гвардейский стрелковый корпус 4-й гвардейской армии и вела преследование отходящего противника. В конце сентября дивизия была выведена в резерв Ставки ВГК на переформирование, где находилась в 6-й гвардейской армии. В начале ноября она была переброшена в район города Невель, и в составе 60-го стрелкового корпуса 4-й ударной армии 1-го Прибалтийского фронта вела тяжелые наступательные бои по разгрому группировки противника южнее города. 
С 23 ноября 1943 года полковник  Светляков допущен к командованию 166-й стрелковой дивизией. Ее части в составе 2-го гвардейского стрелкового корпуса вели наступательные бои с целью перерезать ж. д. Витебск — Полоцк. В феврале 1944 года дивизия совершила 120-км марш в район Идрицы, где вошла в 6-ю гвардейскую армию. В ее составе участвовала в Витебско-Оршанской, Полоцкой и Шяуляйской наступательных операциях. Всего с 22 июня по 8 августа дивизия прошла с боями более 370 км и освободила 480 населенных пунктов, в т. ч. города Браслав, Субата (Субате). С сентября 1944 года ее части в составе 4-й ударной и 6-й гвардейской армий 1-го Прибалтийского фронта участвовали в Рижской и Мемельской наступательных операциях. 17 октября 1944 года генерал-майор  Светляков был ранен и эвакуирован в госпиталь. С 15 декабря вновь командовал 166-й стрелковой Краснознаменной дивизией. В феврале— марте 1945 года ее части в составе 22-го и 2-го гвардейского стрелковых корпусов 6-й гвардейской армии 2-го Прибалтийского фронта находились в обороне, с конца марта вели наступление вдоль ж. д. Митава — Либава. С 30 марта она входила в состав 6-й гвардейской армии Курляндской группы войск Ленинградского фронта.
За время  войны комдив Светляков был два раза персонально упомянут в благодарственных в приказах Верховного Главнокомандующего.

#### Послевоенное время
После войны продолжал командовать дивизией в ПрибВО. В сентябре 1945 года был зачислен в распоряжение ГУК НКО. С января 1946 года исполнял должность заместителя командира 8-й гвардейской стрелковой Режицкой ордена Ленина Краснознаменной ордена Суворова дивизии им. Героя Советского Союза И. В. Панфилова. С апреля 1947 года  — начальник отдела всевобуча штаба ЛВО. С июля 1948 года, в связи с исключением отдела из штата, зачислен в распоряжение командующего войсками округа, а в сентябре назначен заместителем командира 22-й пулеметно-артиллерийской дивизии. С декабря 1948 года по март 1950 года проходил подготовку на курсах усовершенствования командиров стрелковых дивизий при Военной академии им. М. В. Фрунзе, по окончании которых назначен начальником отдела вузов ЛВО. 18 октября 1955 года гвардии генерал-майор  Светляков уволен в отставку.
Умер 13 мая 1977 года. Похоронен на Большеохтинском кладбище Санкт-Петербурга .

## Награды
- орден Ленина (21.02.1945)[6][7]
- пять орденов Красного Знамени (18.11.1943[8], 07.03.1944[9],  10.07.1944[10],  03.11.1944[11][7], 20.06.1949[12][7])
- два ордена Красной Звезды (30.08.1943[13], 28.10.1967[14])
  - медали в том числе:
  - «XX лет Рабоче-Крестьянской Красной Армии» (1938)[13]
  - «За победу над Германией в Великой Отечественной войне 1941—1945 гг.» (1945)
  - «Ветеран Вооружённых Сил СССР» (1976)
- Почетное оружие (шашка).

Приказы (благодарности) Верховного Главнокомандующего в которых отмечен А. И. Светляков.
- За успешно проведенную операцию по прорыву сильно укрепленной обороны немцев к югу от города Невель. 21 декабря 1943 года. № 50.
- За прорыв глубоко эшелонированной обороны противника юго-восточнее города Рига, овладении важными опорными пунктами обороны немцев — Бауска, Иецава, Вецмуйжа и на реке Западная Двина — Яунелгава и Текава, а также занятии более 2000 других населённых пунктов. 19 сентября 1944 года.  № 189.